# 김인완
김인완(한국 한자: 金仁完, 1971년 2월 13일 ~ )은 전 축구선수이며, 지도자이다. 현재 경주 한국수력원자력 수석 코치이다.

## 축구인 생활

### 선수 생활
김인완은 1987년 FIFA U-16 세계 축구 선수권 대회 본선 4경기에 모두 출전하여 골을 기록하는 등 8강 진출에 일조하였다. 이 후 1992 바르셀로나 올림픽 축구 국가대표로 선발되어 1991년 필리핀과의 올림픽 축구 예선전에 출전해 멀티골을 기록하며 한국의 10:0 대승을 이끌었고, 연이어 열린 태국과의 경기에서도 1골을 기록하며 한국의 2:1 승리를 이끌었다. 하지만 본선 엔트리에는 탈락하였다.
1995년 전남 드래곤즈에 입단해 프로무대에 입문하였고 1999년까지 총 80경기에 출장하며 활약하였으며, 1997시즌 K리그 베스트일레븐에 선정되기도 하였다.
1999년 7월 성남 일화 천마(당시 천안 일화 천마)의 한정국과 트레이드되어 성남으로 이적하였으며, 2000시즌을 끝으로 은퇴하였다.

### 지도자 생활
은퇴 이후 친정팀 전남의 유스인 광양제철중학교의 코치로 부임하였고,이후 광양제철중학교 감독과 광양제철중학교 감독 등을 거치며 전남의 유소년 지도자로 활약하며 이종호, 지동원 등의 선수들을 발굴하였다.
2012년 안익수 감독을 보좌하며 부산 아이파크의 수석코치로 활동한 김인완은 2013년 대전 시티즌의 감독으로 취임하였다.
하지만 대전시티즌은 부진하였고, 3월 31일 인천 유나이티드 원정경기 승리 이후 8월 24일 강원 FC전에서 시즌 두번째 승리이자 홈 첫승을 거두는 극심한 부진에 빠졌고, 성적부진에 대한 스트레스로 병원에 입원하였으며, 결국 사임하였다.
2014년 부산 아이파크 시절 감독이였던 안익수의 부름을 받고 대한민국 U-20 축구 국가대표팀 수석코치로 취임하였다.
2016년 안익수 감독이 경질됨에 따라 코치직에서 물러났다.
2017시즌을 앞두고 전남 드래곤즈의 유소년 산하학교인 광양제철고등학교의 감독으로 취임하였으며, 2018시즌을 앞두고 전남의 전력강화실장으로 보직을 옮겼으나 시즌 중반 유상철 감독의 퇴진으로 감독 대행이 되었다.

## 경력

### 선수 경력
- 1995년 ~ 1999년  전남 드래곤즈
- 1999년 ~ 2000년  성남 일화 천마